# Louvetot
Louvetot település Franciaországban, Seine-Maritime megyében. Lakosainak száma 775 fő (2022. január 1.). Louvetot Auzebosc, Bois-Himont, Maulévrier-Sainte-Gertrude, Touffreville-la-Corbeline és Rives-en-Seine községekkel határos.

## Népesség
A település népességének változása:
| Lakosok száma | 643  | 673  | 710  | 738  | 741  | 747  | 760  | 768  | 775  |
|               | 2013 | 2015 | 2016 | 2017 | 2018 | 2019 | 2020 | 2021 | 2022 |